# Pagsum Co
Pagsum Co (kinesiska: Basong Cuo, 八松错) är en sjö i Kina. Den ligger i den autonoma regionen Tibet, i den sydvästra delen av landet, omkring 280 kilometer öster om regionhuvudstaden Lhasa. Pagsum Co ligger 3 587 meter över havet. Arean är 27,0 kvadratkilometer. I omgivningarna runt Pagsum Co växer i huvudsak blandskog.
Genomsnittlig årsnederbörd är 1 304 millimeter. Den regnigaste månaden är juni, med i genomsnitt 272 mm nederbörd, och den torraste är januari, med 2 mm nederbörd.